# Akira Toda
Akira Toda (jap. 戸田 顕, Toda Akira; * 1951 in Aomori, Präfektur Aomori, Japan) ist ein japanischer Komponist.
Sein Studium absolvierte er am Kunitachi College of Music und graduierte 1975. Danach folgte ein Studium an der Graduate School der Tokyo National University of Fine Arts and Music mit dem Hauptfach Euphonium bei Kiyoshi Oishi sowie Dirigieren bei David Howell (Dirigent). 
Er ist als professioneller Euphonium-Spieler und als Dirigent tätig. Als Dirigent debütierte er 1978. Er begleitete auf Japan-Tourneen James Swearingen, Robert Sheldon und Frank Bencriscutto. Seitdem hält er auch Workshops und Band-Clinics in Japan und den USA ab. Seine Werke wurden für den nationalen Blasorchesterwettbewerb in Japan als Pflichtstücke nominiert.

## Werke für Blasorchester
- 1978 Japanese Poem for Brass-Band
  1. Etenraku
  2. Kagome-Kagome
  3. Yagi-bushi
- 1985 Warabe
- 1996 Poem of the sea
  1. Silently and deep blue the sea of Japan in Summer
  2. Dance of the god of the sea
  3. Rage the sea of Japan in Winter
- 1997 Rest in Peace - in memoriam Dr. Frank Bencriscutto
- 1999 Lamentation
- 1999 and all on the earth had gone
  1. Development
  2. Sorrow
  3. Anxiety
  4. Discordance
  5. Battle
  6. Destruction
- 1999 Movement in Bb
- 1999 A Wedding Scene
- 1999 Precious Days
- 2000 Student's Concertino for Euphonium and Concert Band
  1. Allegretto
  2. Andante
  3. Allegro with two Cadenzas
- 2000 Prayer to the Peace for Soprano-Solo and Concert Band
- 2001 Procession to the Peace - "Heiwa e no gyoretsu"
- 2001 Grand-Father's Clock Variations
  1. Allegro
  2. Andante
  3. Allegretto
  4. Andantino
  5. Allregro con brio
  6. Allegro moderato
  7. Allegro vivace
- 2001 An Old Temple
- 2001 Seek for peace for Brass-Band
- 2001 Against the Wind
- 2002 Forest and Wind
- 2002 Song for Oboe
  1. Allegretto
  2. Andante
  3. Allegro
- 2002 Matthias Grünewald
- 2004 Sagamihara Song - Words by: Rieko Tsuruta
- 2005 La familia agradable de la musica
- 2005 Suite Wishing peace on Sembazuru - (Chains of 1000 folded paper cranes)
  1. Grief of Sembazuru
  2. Poetry of Sembazuru
  3. Procession of Sembazuru
  4. Dance of Sembazuru

## Chormusik
- Kono-Michi-Wo for Chorus - Text: Zengoro Yokoyama

## Kammermusik
- 1987 Euphonium Trio
- 1994 Tubium for Solo Euphonium, 2 Euphoniums and 2 Tubas
- 1998 Tubium II for 2 Euphoniums and 2 Tubas
- 1999 Festival Fanfare for Euphonium Tuba Ensemble
- 1999 Euphonium Tuba Quartet
  1. Allegro molto
  2. Moderato
  3. Allegro molto
- 2001 Saxonic Dance für Saxophon-Quartett
- 2002 Caprice for 8 Clarinets
- 2003 Maleficus Puer for Euphonium Tuba Ensemble
  1. Maleficus Puer
  2. Mlejocus
  3. Saltatio
  4. Objurgatus
  5. Maleficus Puer
- 2003 Little Suite Tubium Dances for 2 Euphoniums and 2 Tubas
- 2004 Lusus for 2 Euphoniums and 2 Tuba
- 2004 Fanfare Morning Mist
- 2004 Etude for 8 Clarinets
- 2004 Clarinet Buskers for Clarinet-Sextet
- 2005 Times for Percussion-group
- Student's Concertino for Euphonium Solo and Piano

| Personendaten    | Personendaten         |
| ---------------- | --------------------- |
| NAME             | Toda, Akira           |
| ALTERNATIVNAMEN  | 戸田 顕 (japanisch)   |
| KURZBESCHREIBUNG | japanischer Komponist |
| GEBURTSDATUM     | 1951                  |
| GEBURTSORT       | Aomori, Japan         |